# Rock Sound (Bahamas)
Rock Sound es una ciudad y un antiguo distrito de las Bahamas. Se ubica en el actual distrito de Eleuthera Sur. En el censo de 2010, la población era 961. A partir de 2012 tenía una población de 1.075.
La ciudad es atendida por el Aeropuerto Internacional de Rock Sound.